# Alessandro Del Nero
Alessandro Del Nero (Roma, 14 marzo 1689 – Siena, 16 aprile 1754) è stato uno scrittore e drammaturgo italiano.

## Biografia
Nato da una famiglia di baroni, crebbe a Siena dove ricevette un'educazione religiosa nel convento domenicano.
Molto turbolento sin dall'infanzia, riporta nelle sue opere molte delle sue inquietudini giovanili come possiamo vedere molto bene nelle pagine de Il Sonno di Scipione opera teatrale di grande impatto scenico e lirico per l'epoca. Quest'opera gli tributò enormi successi sino all'entrata nella celeberrima Accademia degli Intronati, dove compose soprattutto operette in versi.
Morì a Siena di morte naturale il 16 aprile 1754.

## Fonte
Grande Dizionario Enciclopedico